# Мала Штанга
Мала Штанга (словен. Mala Štanga) — поселення в общині Шмартно-при-Літії, Осреднєсловенський регіон, Словенія. 
Висота над рівнем моря: 529,1 м.